# Cadillac ELR
Cadillac ELR — люксовое купе, с подключаемым гибридным (англ. plug-in hybrid) силовым приводом выпускавшееся с 2013 года американской фирмой Cadillac, подразделением корпорации General Motors. Автомобиль не пользовался спросом, в основном из-за высокой цены: на момент начала продаж он предлагался за 76 тысяч долларов. В феврале 2016 года его производство было прекращено и новой версии автомобиля не будет.

## История

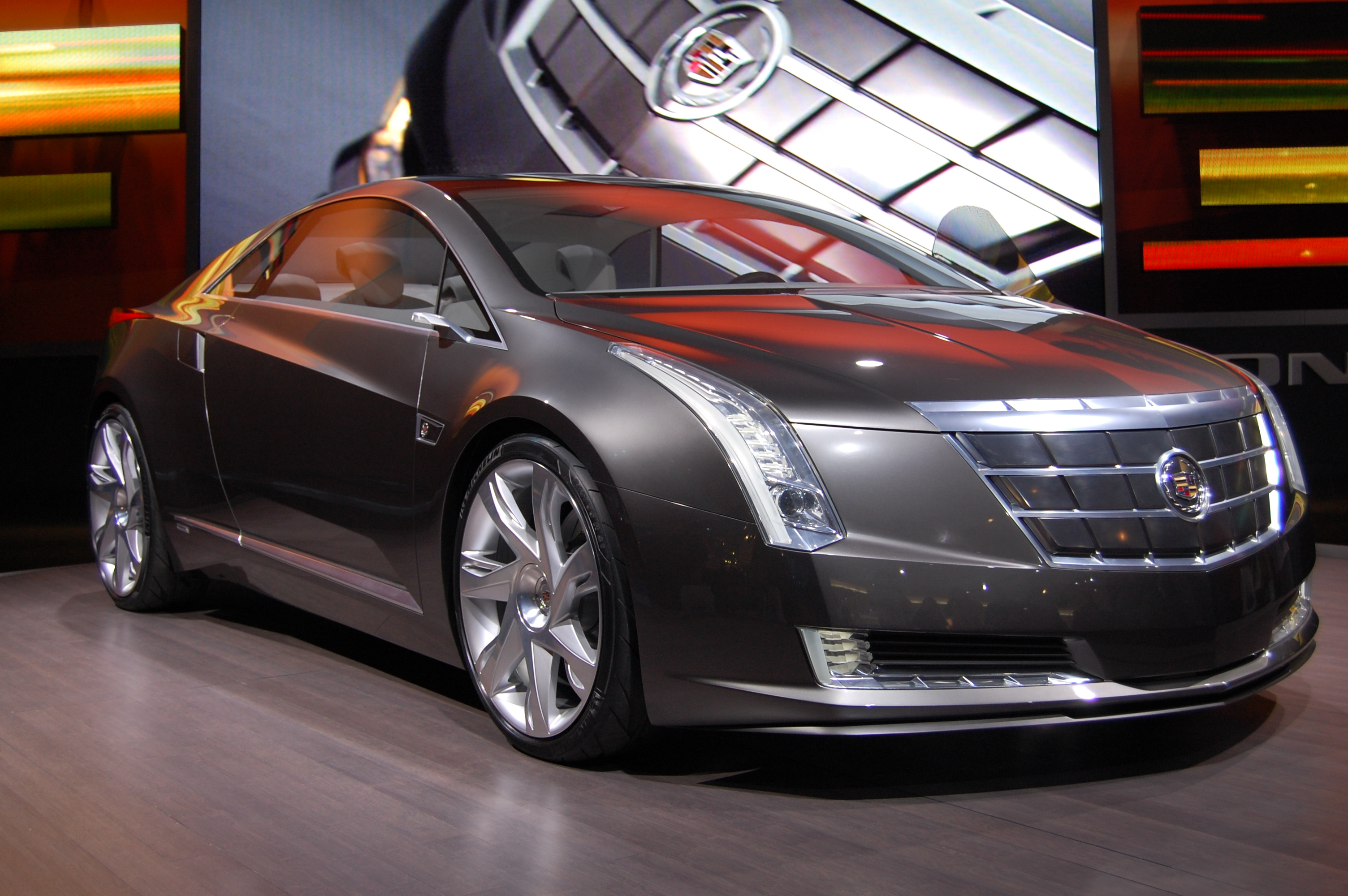
Cadillac Converj

В январе 2009 года на автосалоне в Детройте был показан концептуальный автомобиль Cadillac Converj с гибридной силовой установкой. Оригинальный внешний вид автомобиля, был создан командой под руководством Симона Кокса (англ. Simon Cox) в английской дизайн-студии General Motors.
Ровно через четыре года, в январе 2013-го там же был представлен уже серийный автомобиль Cadillac ELR, во многом сохранивший черты концепта. Осенью была названа цена нового автомобиля: $75 995, в декабре дилеры получили первые автомобили и началась их продажа как автомобилей 2014 модельного года (MY). Предполагалось, что будет продаваться от 2,5 до, более чем 6 тысяч автомобилей в год. В реальности продажи шли вяло, и корпорация была вынуждена их стимулировать: за каждый выставленный на тест-драйв автомобиль, дилеру доплачивали по пять тысяч долларов.
Весной 2014 года Cadillac заключил соглашение с крупнейшей в мире сетью зарядных станций ChargePoint. Имея более 16 тысяч станций, эта сеть контролировала 70% рынка. Подключение к информационной системе сети позволяло владельцам автомобилей получать информацию о расположении ближайших станций и наличии свободных мест зарядки.
В апреле 2015 года был анонсирован автомобиль 2016 модельного года. В нём на четверть была увеличена мощность силового привода, он получил лучше настроенную подвеску и рулевое и новые тормоза, а также обновлённую развлекательную систему с поддержкой технологии 4G. Но главное, Cadillac ELR стал на $10 000 дешевле. Улучшить продажи это не помогло, и в феврале 2016 года производство модели было прекращено.
| Продажи | Продажи | Продажи | Продажи | Продажи | Продажи |
|         | 2013    | 2014    | 2015    | 2016    | 2017    |
| ------- | ------- | ------- | ------- | ------- | ------- |
| США     | 6       | 1 310   | 1 024   | 534     | 17      |

## Силовой привод

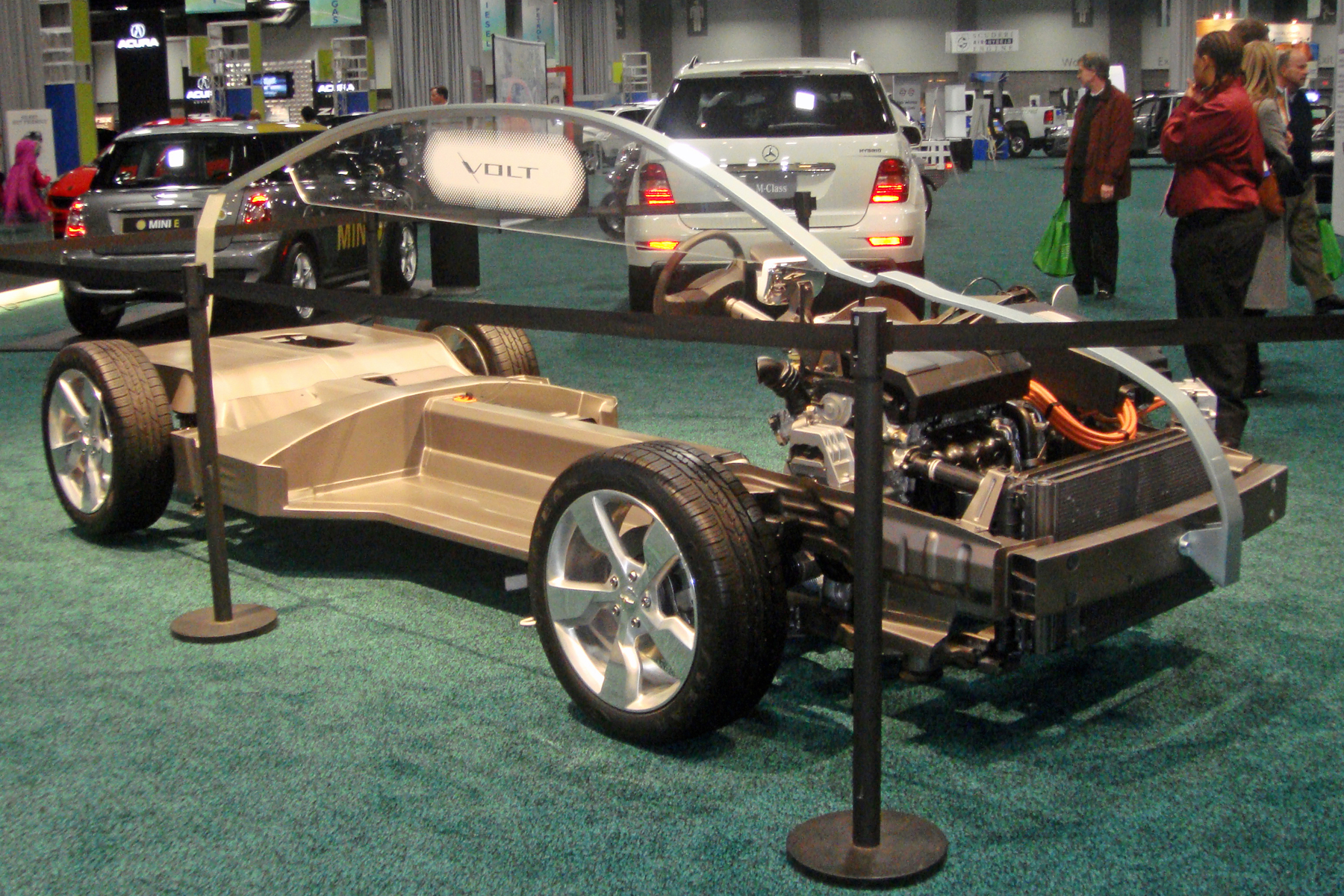
Внутреннее устройство Chevrolet Volt — аналога Cadillac ELR

Устанавливаемый на автомобиль, подключаемый гибридный (англ. plug-in hybrid) силовой привод с торговым названием Voltec состоял из тягового электромотора, на вал которого была жёстко посажена центральная (солнечная) шестерня планетарного редуктора. Отдельный электромотор-генератор одной стороной вала мог связываться, через сцепление, с внешней (коронной) шестернёй планетарного редуктора, а другой стороной вала — с двигателем внутреннего сгорания (ДВС), также, через сцепление. Водило редуктора, передавало вращение на ведущие колёса автомобиля. Кроме того, имелась T-образная аккумуляторная батарея весом 198 кг, размещённая в тоннеле пола и под задними сиденьями и аппаратура управления.
В момент троганья и начала движения внешняя шестерня планетарного редуктора блокировалась, и автомобиль двигался только за счёт основного тягового электромотора. По мере роста скорости, внешняя шестерня редуктора разблокировалась и к ней подсоединялся мотор-генератор, при этом передаточное отношение редуктора изменялось. Совместная работа двух электромоторов на пониженных оборотах позволяла увеличить пробег автомобиля на электротяге, который мог достигать 56—64 км (35—40 миль).
Когда заряд аккумуляторной батареи достигал минимально допустимой величины, запускался двигатель внутреннего сгорания. Если скорость автомобиля была невысокой, мотор-генератор отсоединялся от внешней шестерни редуктора, и она блокировалась. В это же время, мотор-генератор соединялся с ДВС и начинал вырабатывать электричество, подаваемое на тяговый электромотор. Батарею генератор не заряжал, в ней только поддерживался необходимый минимальный уровень заряда. Батарея полностью восстанавливала свой заряд только при подключении в внешней электросети. Время зарядки от бытовой сети напряжением 120 вольт составляло 12,5—18 часов, станция зарядки с напряжением 240 вольт сокращала это время до 5 часов.
По мере роста скорости, внешняя шестерня редуктора разблокировалась и к ней подсоединялся мотор-генератор, уже связанный с двигателем внутреннего сгорания. В таком режиме все три двигателя обеспечивали тягу, и автомобиль мог пройти до 550 км (340 миль) без дозаправки.
Общая с Chevrolet Volt схема силового привода, имела отличия у Cadillac ELR: это — более ёмкая батарея, более мощный тяговый электромотор и иная система управления. У модели Cadillac, например, водитель, нажав подрулевой рычажок, мог принудительно включить рекуперацию энергии. Это подобно переключению на низшую передачу в обычном автомобиле и было полезно при затяжном спуске. Позже и Chevrolet Volt получил подобную систему.

## Кузов и оборудование

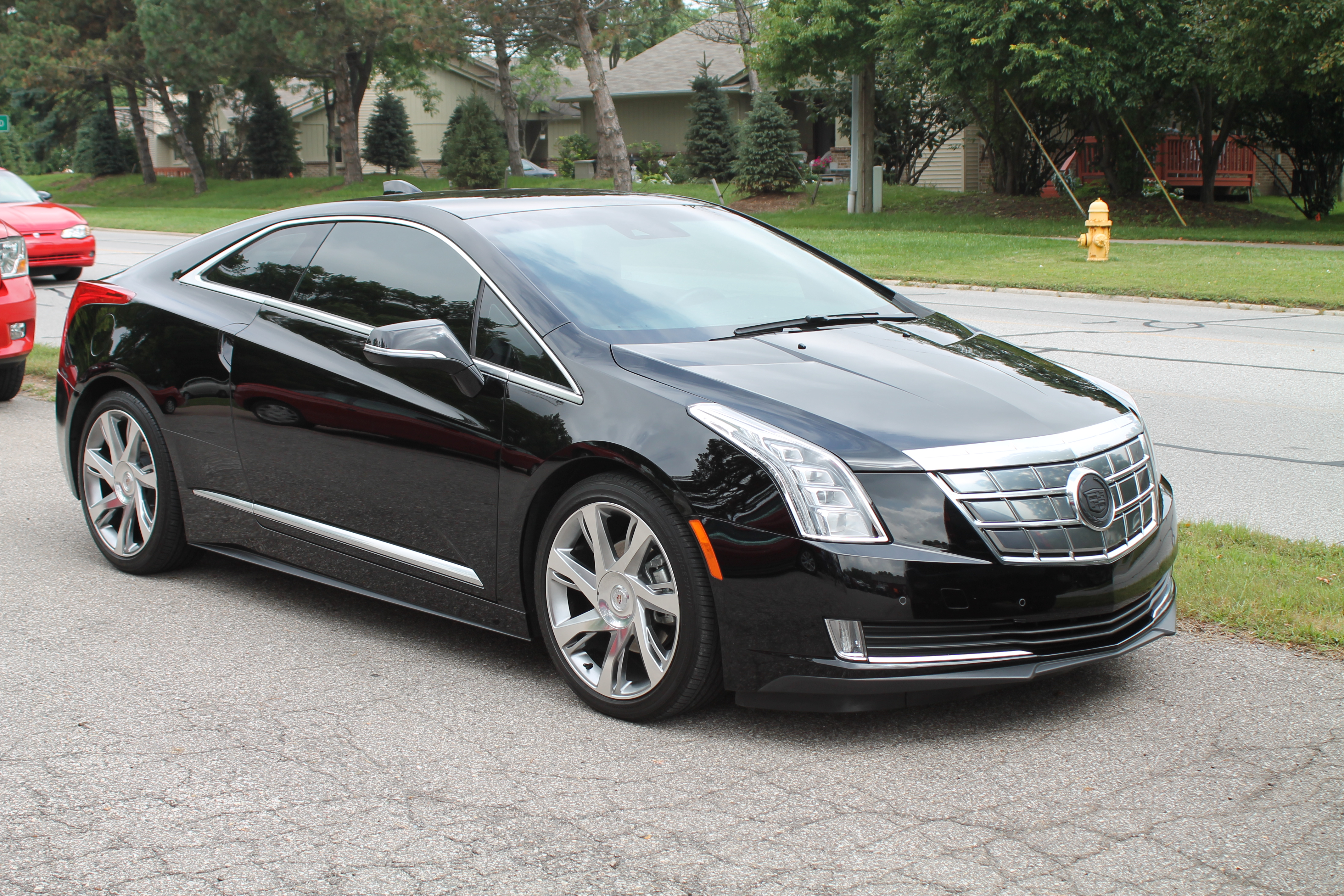
Cadillac ELR

Агрессивный внешний вид автомобиля с гладкими поверхностями, острыми углами, низким профилем и стильными 20-дюймовыми колёсами являлся демонстрацией нового подхода к дизайну автомобилей Cadillac. Низкая юбка под бампером, закрытая решётка радиатора и наклонные поверхности позволяли воздуху свободно обтекать кузов, уменьшая лобовое сопротивление. Этому, также, способствовала тщательно проработанная форма задней части автомобиля со спойлером на кромке багажника. А фирменные вертикальные задние фонари с надписями Cadillac внутри, ещё больше подчёркивали его богатый стиль. Всё внешнее световое оборудование использовало светодиодные лампы, более долговечные и потребляющие меньше энергии. Автомобиль не имел ручек дверей: снаружи надо было просунуть руку под кромку двери и нажать кнопку, изнутри дверь, также, открывалась кнопкой. На переднем крыле со стороны водителя располагался разъём для зарядки батареи. В процессе зарядки фонари на зеркалах заднего вида моргали зелёным цветом, по окончании зарядки они гасли.
Удобный и комфортабельный салон был сочетанием роскоши и спортивности. На материалах не экономили: сиденья из высококачественной кожи, вставки из карбона и натурального дерева на панелях, отделанное кожей и замшей рулевое колесо. По центру на консоли располагался 9-дюймовый экран информационной системы, на котором кроме развлекательной и навигационной информации графически отображалась эффективность работы силовой установки. Панель управления под экраном поднималась с помощью сервопривода, в нише под ней можно было хранить смартфон: там имелся разъём USB. Ниже,  между сиденьями располагались подстаканники, прикрытые автоматически открывавшейся крышкой. Спинки задних сидений складывались, позволяя перевозить в багажнике объёмом всего 297 литров длинные предметы, клюшки для гольфа, например.
Активная система шумоподавления обеспечивала тишину в салоне при любом режиме движения. Три, размещённых на потолке микрофона, замеряли уровень шума, а затем формировался сигнал в противофазе, воспроизводимый через акустическую систему автомобиля. Кроме этого, снижению уровня шума способствовало специальное покрытие ветрового стекла и более толстые боковые стёкла, тройное уплотнение дверей, заполненные пенопластом внутренние панели кузова, особая шумоизоляция, жидким образом наносимая на днище и потолок, а также специальные коврики и противошумные маты.
После модернизации, у автомобиля 2016 модельного года на изменённой решетке радиатора появилась новая, не круглая эмблема Cadillac. Развлекательная система теперь могла поддерживать внешнюю связь с помощью технологии 4G и имела встроенную точку доступа Wi-Fi.

## Ходовая часть
Автомобиль оборудовался передней независимой подвеской на подрамнике со стойками Макферсон. Для лучшей изоляции от шума и вибрации, стойки крепились к кузову через гидроопоры. Алюминиевые поворотный кулак и нижние рычаги, полый стабилизатор поперечной устойчивости позволили существенно снизить неподрессоренную массу. Подрамник крепился к продольным усилителям, которые тянулись вдоль боковин кузова, соединяя переднюю и заднюю подвески. Задняя полунезависимая подвеска со связанными рычагами имела механизм Уатта, увеличивающий её жёсткость в поперечном направлении. Это позволяло автомобилю лучше держать траекторию при маневрировании на высокой скорости. Соединение рычагов с поперечиной осуществлялось помощью патентованной «магнитной сварки», в процессе которой плотное прижатие деталей обеспечивалось за счёт электромагнитов. Это не только повышало качество сварки, но и позволяло изготавливать поперечину из металла меньшей толщины. Система непрерывного контроля демпфирования (англ. Continuous Damping Control) могла каждые две миллисекунды изменять жёсткость амортизаторов независимо на каждом колесе, подстраиваясь под условия и режим движения. Например, в повороте подвеска становилась жёстче, обеспечивая точное управление, а при движении по неровной дороге — мягче, создавая условия для комфортного движения.
Реечный рулевой механизм производства Zahnradfabrik с электроусилителем имел две ведущих шестерни: одну, связанную с рулевым валом, а вторую, присоединённую к электромотору усилителя, обе с переменным передаточным отношением. Датчик угла поворота фиксировал положение рулевого колеса и передавал их на усилитель, который, в зависимости от режима движения добавлял необходимое усилие на рейку рулевого механизма. Высокая жёсткость всей системы и пониженное трение в ней положительно сказалось на точности управления автомобилем.
Комбинированная электрогидравлическая тормозная система позволяла либо включать систему рекуперации и подзаряжать аккумуляторы, либо, когда батарея полностью заряжена, использовать для торможения обычную тормозную систему с гидроприводом и всеми дисковыми тормозами. Антиблокировочная система и система распределения тормозных усилий помогали автомобилю сохранять устойчивость при торможении.
На автомобиле 2016 модельного года в передней и задней подвесках были применены более жёсткие опоры крепления рычагов к кузову, спереди стали использовать более жёсткие пружины и буферы отбоя, была увеличена жёсткость задней балки. Все настройки подвесок, а также системы управления демпфированием были улучшены. Соответственно, были перекалиброваны настройки усилителя рулевого управления. Появился опционный спортивный пакет (англ. Performance Package), включающий в себя новые передние и задние тормоза Brembo на увеличенных тормозных дисках, специальные, более жёсткие в боковом направлении шины, перестроенную систему управления демпфированием и специальное спортивное рулевое колесо.

## Оценка
Оценивая Cadillac ELR, журналисты издания Car and Driver пишут, что при медленном движении на электротяге автомобиль едет очень плавно, о включении двигателя внутреннего сгорания можно узнать только по показаниям приборов. Подвеска работает отлично, усилия, потраченные на её создание, окупаются повышенной скоростью движения на неровном асфальте. Даже, когда шины начинают скользить в повороте, автомобиль очень точно управляется, намного лучше, чем любые другие гибриды, которые они тестировали. Усилие на руле небольшое с чётко выраженным нулём. Рекуперация по запросу (англ. Regen on Demand) действует достаточно резко, добавляя автомобилю примерно 0,2 g замедления. Используя её, можно двигаться по городу не нажимая на педаль тормоза, но постоянно приходиться просчитывать дорожную ситуацию, избегая обычного торможения. Отделанные кожей передние сиденья имеют множество регулировок и выглядят роскошно, сзади же разместиться взрослому человеку сложно: голова упирается в стекло. В итоге — за: шикарный внешний вид, плавная езда, хорошая управляемость, высокотехнологичная трансмиссия; против: неимоверная цена, бесполезное заднее сиденье и сомнительная польза от всего автомобиля; вердикт: эффективность, упакованная в модную оболочку.
| Максимальная скорость                     | 107 миль/час (172 км/час)                                          |
| Время разгона 0—60 миль/час (0—96,5 км/ч) | 9,0 с*/8,1 с**                                                     |
| Стандартная ¼ мили (400 м) с места        | 17,0 с—84 мили/час (135 км/час)*/16,5 с—87 миль/час (140 км/час)** |
| Тормозной путь с 70 миль/час (112,6 км/ч) | 173 фута (52,7 м)                                                  |
| *только на электротяге, **смешанный режим |                                                                    |

Интересны рассуждения владельца Cadillac ELR, который в течение года проехал на автомобиле более 25 тысяч миль (40 000 километров). Это был его единственный автомобиль, купленный в максимальной комплектации, и использовал он его постоянно. Прежде всего, считает он, надо отметить, что это автомобиль класса люкс и он в восторге от каждой минуты, проведённой в машине. Выглядит Cadillac как произведение искусства, он гранёный с острыми контурами и очень американский. Внутри вы чувствуете себя окружённым роскошью разбавленной современными технологиями. Всё в автомобиле показывает отношение разработчиков к деталям, отточенное 100-летней историей автомобильных инноваций. Езда по городу — это просто фантастика, мягко ровно и, в то же время очень отзывчиво при нажатии на педаль газа. Включение двигателя внутреннего сгорания (ДВС) едва слышно, но снаружи этот маленький мотор звучит довольно громко, совсем не так как должен двигатель Cadillac. Пробег на батареях достигал 46 миль (74 километра), и он не менялся в зависимости от сезона, хотя в Калифорнии перепад температур не велик. По трассе автомобиль легко проезжал 300 миль (480 километров) на одной заправке. Однажды, длительная поездка в Сан Диего в жару, с включённым кондиционером, на высокой скорости и через горы привела к тому, что система привода работала только от ДВС, при этом тяга электромоторов немного снизилась, но никаких признаков перегрева или иных неполадок не наблюдалось. Сравнивая с Tesla, также прекрасным автомобилем, автор говорит, что при его работе, когда он вынужден перемещаться по стране на большие расстояния и останавливаться в местах, где нет зарядных станций, гибридный автомобиль, не зависящий от электросети всё же предпочтительнее.

## Комментарии
1. 1 2 3  В Северной Америке, как правило, но не всегда, продажи новых моделей автомобилей начинаются осенью и они объявляются автомобилями следующего модельного года[англ.].